# 1043

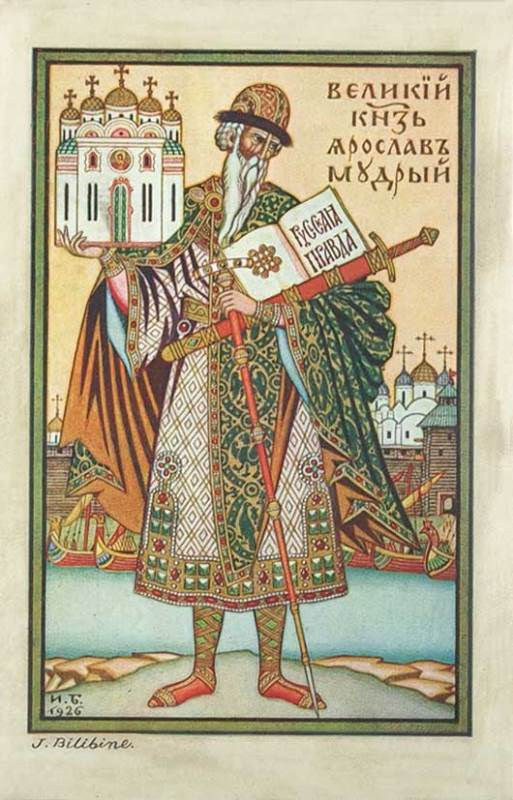
Jaroslav I ("de Wijze") (ca. 978 - 1054)

Het jaar 1043 is het 43e jaar in de 11e eeuw volgens de christelijke jaartelling.

## Gebeurtenissen

### Byzantijnse Rijk
- Voorjaar - Keizer Constantijn IX (Monomachos) stuurt een Byzantijns expeditieleger naar de Balkan tegen de opstandige Georgios Maniakes, gouverneur van het katapanaat Italië. De twee legers ontmoeten elkaar nabij Thessaloniki in Noord-Griekenland. Het rebellenleger – beter georganiseerd, ervaren en met superieur leiderschap – is aanvankelijk succesvol, maar Maniakes wordt tijdens de veldslag gedood door een pijl. Hierna wordt zijn leger op de vlucht gejaagd door de Byzantijnen.[1]

### Europa
- Voorjaar - Tijdens een grote bijeenkomst in Melfi, erkent de Normandische en Lombardische adel Guaimar IV als onbetwiste heerser van Zuid-Italië. Voor zijn bewezen diensten schenkt hij Willem I ("met de IJzeren Arm") het hertogdom Apulië en Calabrië. Het grondgebied wordt verdeeld in 12 leengoederen en verdeeld onder de adel. Drogo van Hauteville, een jongere broer van Willem, krijgt Venosa (in regio Basilicata) toegewezen.[2]
- Jaroslav I ("de Wijze"), grootvorst van Kiev, valt Constantinopel aan. De aanval mislukt, maar hij sluit een gunstig vredesverdrag met het Byzantijnse Rijk. Kort daarna, sluit Jaroslav een alliantie met hertog Casimir I ("de Restaurator") van Polen. Dit wordt bezegeld met een dubbel huwelijk: Casimir trouwt Jaroslav's zuster Dobrognewa van Kiev en Jaroslav's 19-jarige zoon, prins Izjaslav, trouwt met Casimir's zuster.[3]
- 21 november - Koning Hendrik III ("de Vrome") trouwt met Agnes van Poitou (de dochter van hertog Willem V van Aquitanië) in het keizerlijk paleis in Ingelheim am Rhein. Zij is Hendrik zijn tweede vrouw na de dood van Gunhilde die op 18-jarige leeftijd is overleden na een malariaepidemie (zie 1038).[4]

### Engeland
- 3 april - Eduard de Belijder wordt in de kathedraal van Winchester tot koning van Engeland gekroond. Hij komt erachter dat zijn moeder, koningin Emma van Normandië, samenspant met Magnus I ("de Goede"), koning van Noorwegen en Denemarken, om de Engelse troon over te nemen. Eduard neemt al haar bezittingen in beslag en verbant haar voor twee jaar naar Normandië.[5]

### Azië
- De Seltsjoeken onder leiding van sultan Togrul Beg verdrijven de Ogoezen uit Khorasan en veroveren Qazvin (huidige Iran). Ze worden de nieuwe heersers van de Ziyariden (waarschijnlijke datum).

### Religie
- 15 april - Aartsbisdom Bremen-Hamburg: Aartsbisschop Adalbrand overlijdt en wordt opgevolgd door Adalbert.

## Geboren
- Fulco IV ("de Norse"), graaf van Anjou en Tours (overleden 1109)
- Knoet IV ("de Heilige"), koning van Denemarken (overleden 1086)
- Sancho I Ramírez, koning van Aragon en Navarra (overleden 1094)
- Wladislaus I Herman, Pools edelman en hertog (overleden 1102)

## Overleden
- 14 februari - Gisela van Zwaben, Duits koningin en keizerin
- Georgios Maniakes, Byzantijns generaal en gouverneur